# Compost alicíclic

El ciclopropà és el compost alicíclic més petit.

Un compost alicíclic, o hidrocarbur alicíclic en química orgànica, és un compost orgànic que és a la vegada un compost alifàtic i un compost cíclic. Contenen un o més anells de carboni que poden ser saturats o no saturats però no tenen característiques d'aromaticitat. Els compostos alicíclics poden tenir o no cadenes alifàtiques enganxades.
Els alicíclics són, doncs, substàncies orgàniques caracteritzades per tenir un anell tancat en la seva estructura, aquest anell no s'ha de confondre amb l'anell de benzè (aromàtic). La majoria d'aquests compostos provenen del petroli però també es poden sintetitzar en el laboratori.

## Sudivisió
- Cicloalcans, si tots els seus enllaços C-C són simples
- Cicloalquens, si contenen algun doble enllaç
- Cicloalquins, si contene algun triple enllaç[3]

### Cicloalquens

El ciclohexè és un compost alicíclic amb doble enllaç.

Els cicloalquens monocíclics són el ciclopropè, ciclobutè, ciclopentè, ciclohexè, cicloheptè, ciclooctè, etcètera. Els alquens bicíclics inclouen el norbornè i norbornadiè.